# Aldi
ALDI (een afkorting van Albrecht Diskont) is een internationaal opererende Duitse keten van discount-supermarkten, opgericht in 1946 in Essen (Noordrijn-Westfalen) door de broers Karl Albrecht (1920-2014) en Theo Albrecht (1922-2010). Aldi bestaat uit twee zelfstandige bedrijven, Aldi, soms Aldi Nord genoemd, met de hoofdvestiging in Essen (Noordrijn-Westfalen) en Aldi Süd met de hoofdvestiging in Mülheim an der Ruhr. Aldi Süd is eigendom van Siepmann Foundation en Aldi Nord is eigendom van Markus Foundation. In Nederland en België opereert Aldi Nord. De winkelketen staat bekend om het beperkte assortiment artikelen onder eigen merk en de grote non-food afdeling. Aldi behoort tot de goedkopere supermarkten in Nederland. Sinds 2016 worden er ook beperkt A-merken aangeboden, vaak op tijdelijke basis.

## Geschiedenis
De broers Karl en Theo Albrecht namen in 1945 de zaak van hun moeder in Essen-Schonnebeck over, die in 1913 was opgericht. De broers besloten om het winkelassortiment, dat toen circa 250 artikelen bedroeg, om commerciële redenen beperkt te houden. Deze politiek bleef het concern gedurende zijn voortgaande expansie volgen.
In 1950 bestond de keten uit 13 winkels, in 1955 uit meer dan 100 en in 1958 waren er 170 vestigingen. In 1961 werd de keten opgesplitst. Een theorie omtrent de splitsing is dat de broers het oneens waren over de verkoop van tabaksartikelen. De grens tussen beide Aldi's, de zogenaamde "Aldi-Equator", loopt dwars door Duitsland en volgt voor een deel de loop van de rivier de Ruhr. In het noorden is er Aldi, in het zuiden Aldi Süd. Ondanks de splitsing onderhouden beide bedrijven een vriendschappelijke relatie en treden ze richting de leveranciers gezamenlijk op. Door de jaren heen breidde Aldi zich eerst in Duitsland uit en later in vele andere Europese landen, de VS en Australië, om anno 2019 in totaal wereldwijd uit 7.600 winkels te bestaan.

## Landen met Aldi-vestigingen

Aldi Nord
Aldi Süd

Aldi winkels zijn te vinden in België, Nederland, Luxemburg, Frankrijk, Spanje, Portugal en Polen. Aldi Süd is actief in Oostenrijk (Hofer), Zwitserland (Aldi Suisse), China, de VS, Ierland, Slovenië (Hofer), Hongarije, Australië en het Verenigd Koninkrijk.
In 2008 opende Aldi Süd zijn eerste vestiging in Griekenland. In 2010 beëindigde Aldi zijn activiteiten (op dat moment 38 winkels) in Griekenland.
Begin 2017 werd bekend dat Aldi Süd het voornemen heeft om winkels te openen in Italië. Eind 2019 waren er een zestigtal winkels.
Sinds 2019 zijn er namens Aldi Süd zeven vestigingen in Shanghai, China. Deze winkels richten zich vooral op het luxe segment, zowel qua uitstraling als qua assortiment. De nadruk ligt op verse producten, kant-en-klaarmaaltijden en op online bestellen. Het streven is om uiteindelijk rond de honderd vestigingen in Shanghai te openen.
| Land                | Naam        | Aldi-groep | Sinds         | Aantal winkels (benadering, eind 2019) |
| ------------------- | ----------- | ---------- | ------------- | -------------------------------------- |
| Australië           | Aldi        | Süd        | 2001          | 540                                    |
| België              | Aldi        | Nord       | 1976          | 430                                    |
| China               | Aldi        | Süd        | 2017          | 4 (100 gepland)                        |
| Duitsland           | Aldi        | Nord       | 1946          | 2300                                   |
| Duitsland           | Aldi Süd    | Süd        | 1946          | 1900                                   |
| Frankrijk           | Aldi        | Nord       | 1988          | 850                                    |
| Hongarije           | Aldi        | Süd        | 2008          | 140                                    |
| Ierland             | Aldi        | Süd        | 1998          | 140                                    |
| Italië              | Aldi        | Süd        | 2018          | 60                                     |
| Luxemburg           | Aldi        | Nord       | 1991          | 13                                     |
| Nederland           | Aldi        | Nord       | 1973          | 476                                    |
| Oostenrijk          | Hofer       | Süd        | 1968          | 510                                    |
| Polen               | Aldi        | Nord       | 2008          | 100                                    |
| Portugal            | Aldi        | Nord       | 2006 juni     | 40                                     |
| Slovenië            | Hofer       | Süd        | 2005 december | 90                                     |
| Spanje              | Aldi        | Nord       | 2002          | 250                                    |
| Verenigd Koninkrijk | Aldi        | Süd        | 1989          | 840                                    |
| Verenigde Staten    | Aldi        | Süd        | 1976          | 1900                                   |
| Zwitserland         | Aldi Suisse | Süd        | 2005          | 200                                    |

De familie van Theo Albrecht (Aldi Nord) is sinds 1979 eveneens eigenaar van de discountketen Trader Joe's in de Verenigde Staten, met een 500-tal vestigingen (status 2019). Zowel Aldi Nord als Aldi Sud zijn dus in de VS actief.

## Bedrijfsbeleid

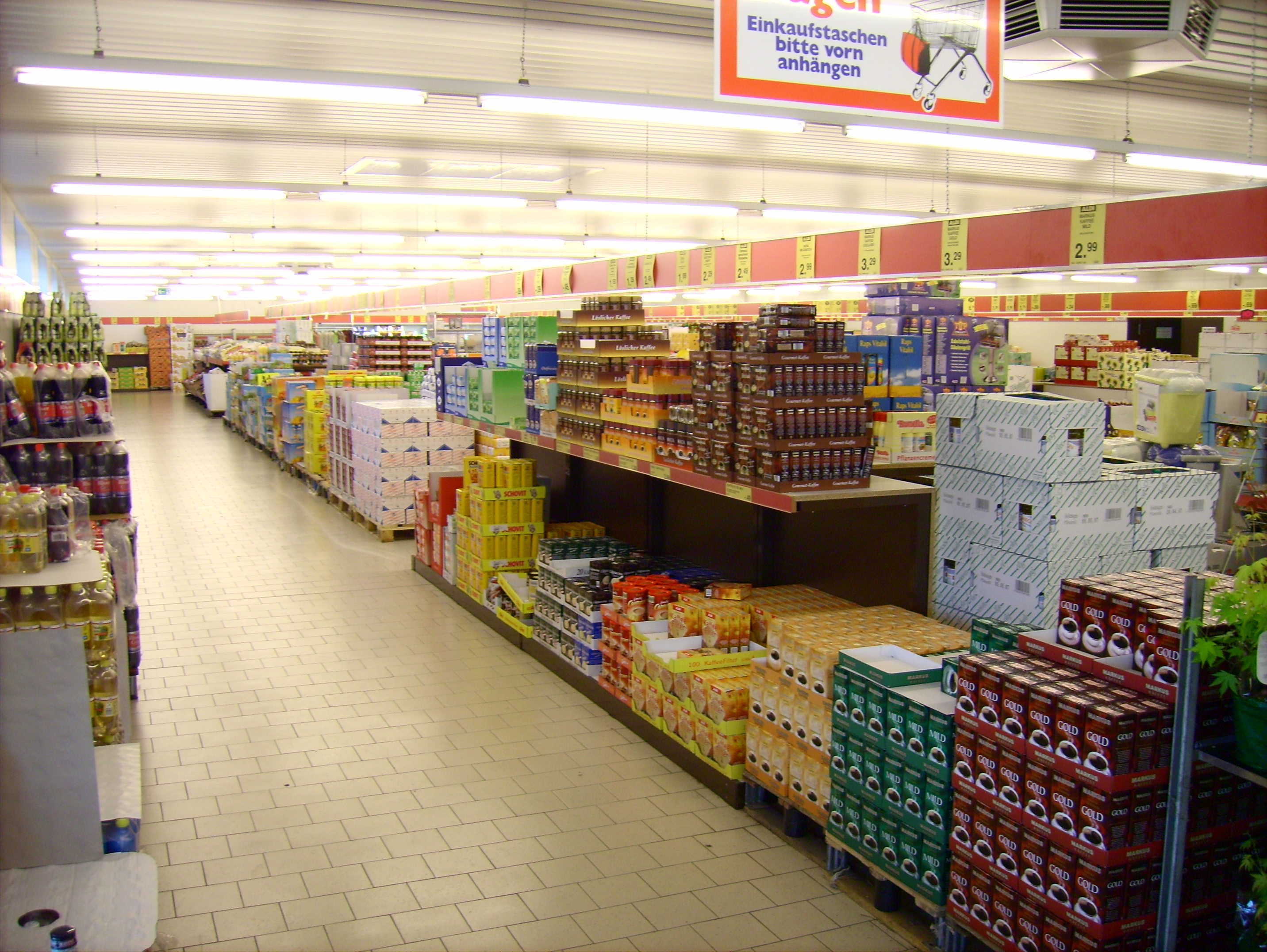
Het interieur van een Aldi Nord-filiaal in Dortmund.

De Aldi-formule richt zich op het bieden van een beperkt assortiment, producten van hoogwaardige kwaliteit en lage prijzen. Het bedrijf probeert kosten te besparen door winkelpanden op goedkope locaties te huren of te kopen en deze sober in te richten. Er is geen muziek en veel producten blijven bijvoorbeeld in dozen liggen en worden niet in rekken gezet. Bovendien wordt er bespaard doordat kleinere leveranciers soms geheel of grotendeels van Aldi afhankelijk zijn, waardoor Aldi kan bedingen dat ze tegen lage prijzen goederen leveren. Tot 2002 was er geen barcodescanner aan de kassa, maar moesten de kassamedewerkers de codes van de producten uit het hoofd leren. Sinds enige tijd voert Aldi een enigszins vernieuwend beleid. In 2012 begon het bedrijf met verkoop van Coca-Cola, merkartikelen als Merci, Mars en Snickers waren al eerder verkrijgbaar. Hiermee heeft Aldi de deur geopend voor producenten die bij de grotere supermarkten klanten zagen vertrekken naar discounters zoals Lidl.
Aldi Nord dochter Trader Joe's (USA) volgt een enigszins aangepast beleid. Zo wordt er in deze winkels muziek gedraaid en worden de producten in rekken gezet. Wel wordt hier gebruik gemaakt van eigen privé-merken.
In Nederland zijn er geen Trader Joe's winkels maar worden in de Aldi filialen wel een aantal artikelen verkocht onder het huismerk Trader Joe's. Deze producten zijn overigens wel geproduceerd in Nederland.

## Publiciteitsbeleid
Aldi staat bekend om zijn geslotenheid. Het bedrijf heeft bijvoorbeeld geen persdienst, het personeel mag niet met de media praten (hetgeen overigens niet uitzonderlijk is) en de directie geeft nooit interviews. Principieel wordt er ook niet gereageerd op publicaties over Aldi of Aldi-producten in de media.
In oktober 2007 baarde Aldi opzien door in krantenadvertenties en in de winkels openlijk aan te geven een aantal prijzen te verhogen. Deze prijsverhogingen waren een gevolg van gestegen grondstofprijzen voor onder andere graan en melk. Aldi beloofde bij daling van de grondstofprijzen de prijzen van de eindproducten weer te verlagen.

## Eigendom
De Aldi-Gruppe bezit wereldwijd zo'n 7600 filialen. 4200 horen bij Aldi Nord en 3300 horen bij Aldi Süd. Experts schatten dat het totale bedrijf in 2003 een omzet van 23,5 miljard euro heeft behaald. Aldi is volledig eigendom van de familie Albrecht, er zijn geen andere aandeelhouders. Voor zijn overlijden in 2014 was Karl Albrecht volgens de Sunday Times Rich List 2014 de op twee na rijkste Europeaan met een eigen vermogen dat geschat werd op 35 miljard euro. Zijn broer Theo overleed in 2010.

## Nederland

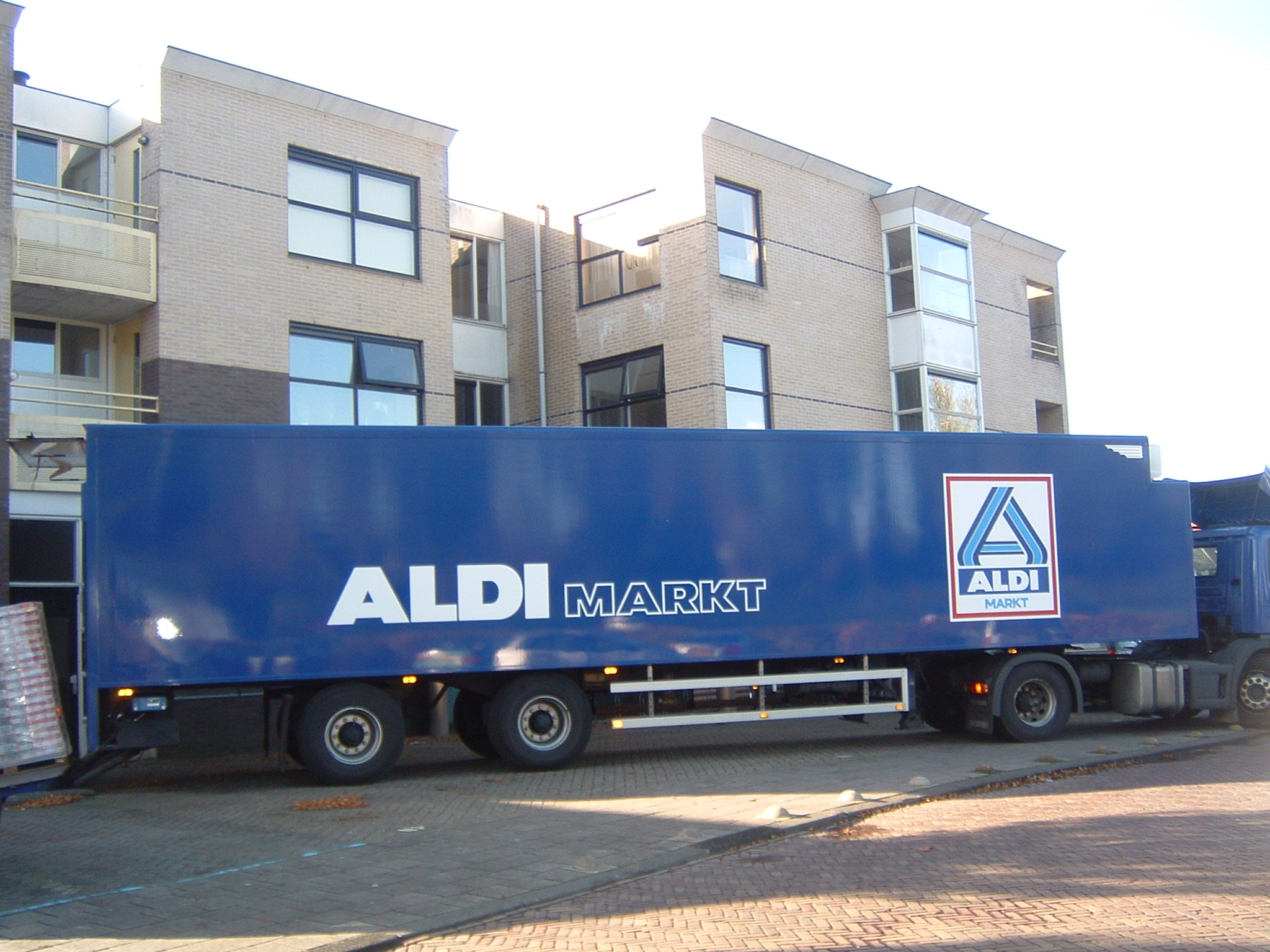
Vrachtwagen van Aldi aan het lossen in Joure

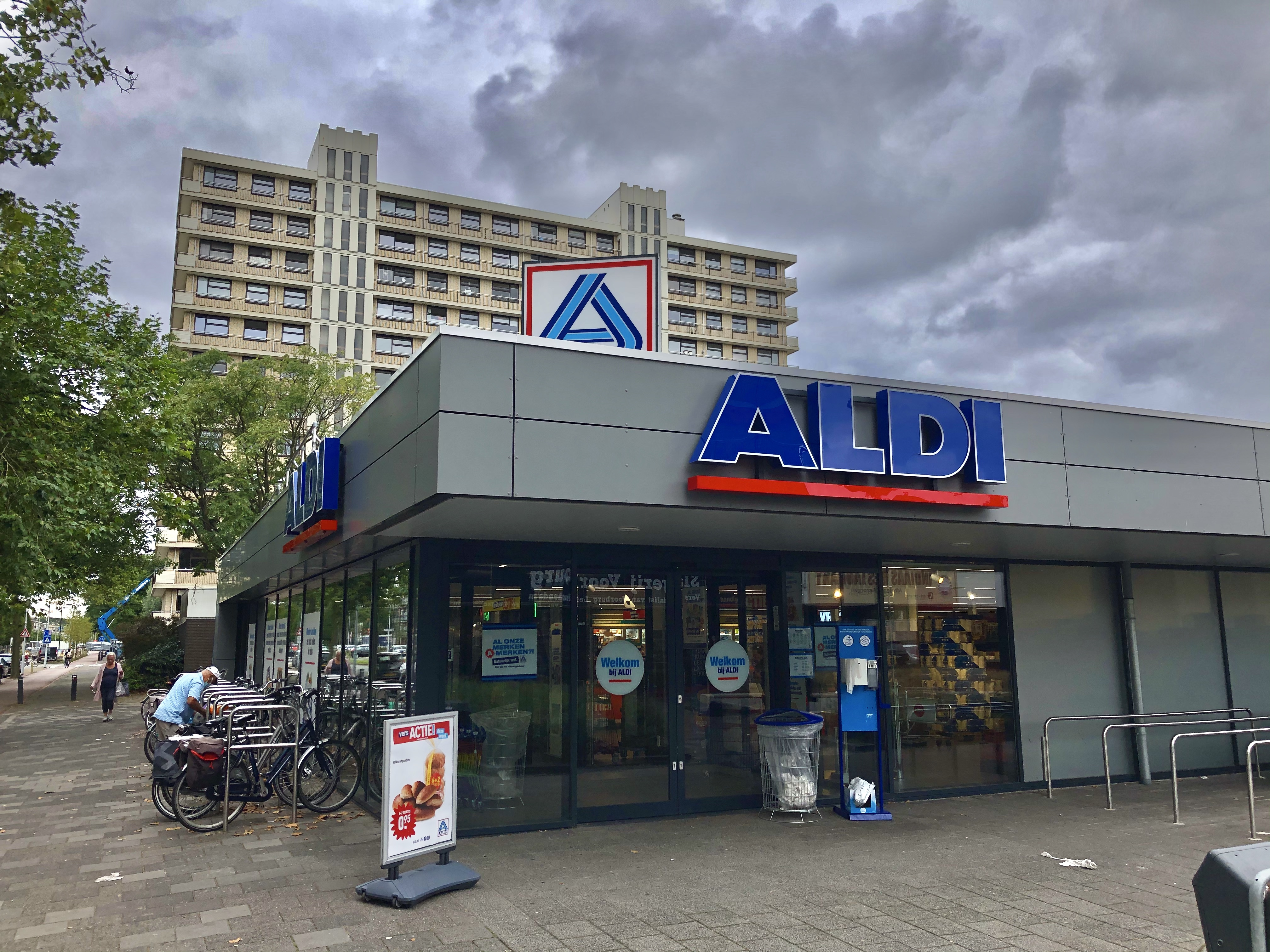
De Aldi in Voorburg

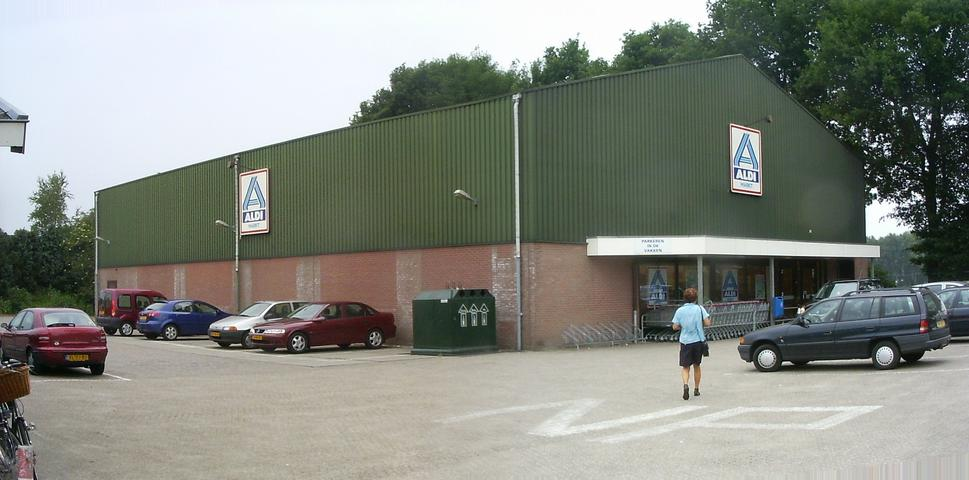
Aldi Dwingeloo

### Winkels
In Nederland zijn anno 2025 ongeveer 500 Aldi winkels. Aldi zoekt voor zijn vestigingen vaak de goedkopere locaties. De winkels in Nederland zijn vaak klein, maar het bedrijf begon in 2016 haar filialen om te bouwen naar een de andere formule en nieuwe winkels zijn vaak groter. Er ligt meer nadruk op vers, de AGF-afdeling is groter en sommige broodsoorten worden ter plekke afgebakken. De gangpaden zijn verbreed en de signalering is opgefrist. Het assortiment is over het algemeen beperkt, maar sinds 2016 verkoopt Aldi ook A-merken zoals Coca-Cola, Fanta, Calvé, Unox, Dr. Oetker, Lay's en Glorix. In 2019 had het bedrijf ruim 150 artikelen van A-merken in het assortiment.

### Distributiecentra
Aldi ging in 2021 terug van negen naar zes regionale centra die elk gemiddeld 80 filialen bevoorraden en dirigeren. Het zijn ieder afzonderlijke bv's. Uniform is de strakke regelgeving, de uniforme uitstraling en het assortiment. Een bv kan buiten het basisassortiment wel enkele artikelen regionaal opnemen.
De vestigingen in 2022 zijn:
- Aldi Culemborg (tevens Aldi Holding BV)
- Aldi Deventer
- Aldi Zoetermeer
- Aldi Roosendaal
- Aldi Roermond
- Aldi Groningen

Aldi Best, Zaandam, Ommen en Groenlo werden in 2021 gesloten. Ommen en Groenlo werden gefuseerd en gingen op in de bv Deventer. Aldi Drachten is in 2023 gesloten.

### Negatieve publiciteit
In Nederland kwam Aldi onder andere in 2003 en 2013 negatief in het nieuws door reportages in de televisieprogramma's Zembla en EenVandaag. Het personeel zou door de leidinggevenden geïntimideerd worden. Ook zouden medewerkers die openlijk lid zijn van de vakbond in hun activiteiten worden gehinderd. Volgens de vakbond is het sociaal beleid er ver onder de maat, hoewel de Nederlandse filialen de Nederlandse wetgeving behoren te volgen.

## Concurrentie
Het succes van Aldi heeft in de markt tot navolging en andere reacties geleid. Dikwijls vergelijkt men Aldi met de eveneens Duitse concurrent Lidl, die op een vergelijkbare basis als Aldi startte, maar geleidelijk meer variatie in het assortiment bracht, inclusief A-merken. Aldi bleef echter de formule van beperkt basisaanbod meer trouw. Een andere reactie in de markt was een sterkere positionering van merkloze "witte" producten en huismerken bij de traditionele supermarkten.
In België is de concurrentie met Colruyt sterk. Overigens werkt ook dit bedrijf zeer geoptimaliseerd, maar met een groter assortiment dan Aldi. Ook Delhaize, dat van origine eerder in het hogere segment van de markt opereert, is sterk bezig de prijsvechters te beconcurreren met een goedkope lijn producten onder de naam "365". De klant kan hierdoor in één supermarkt een pakket van zowel goedkope als duurdere producten samenstellen, terwijl deze vroeger bijvoorbeeld zowel naar Aldi als naar de traditionele supermarkt zou gaan; dit terwijl bij Aldi het aanbod beperkt blijft. Het gevolg is dat de traditionele supermarkten marktaandeel terugwinnen. Verder opende Delhaize anno 2010 diverse Red Market-supermarkten, die uitdrukkelijk als prijsvechters op de markt kwamen. Door al deze initiatieven werd de sterke opmars van Aldi gestuit, terwijl Lidl licht doorgroeide.

Zo had Aldi in Nederland in 2008 nog 8,5 % marktaandeel, waarna het afgleed naar 5,33 % in 2024, terwijl Lidl in 2024 een marktaandeel van 11,6 % had, meer dan 2x zo veel. Sinds begin 2025 meldt Aldi dat het marktaandeel weer iets stijgt.

## Aldi in de media
- De Vlaamse rockgroep Clement Peerens Explosition maakte een liedje over de goedkope wijn van de supermarkt onder de titel "Boecht van Dunaldy", wat vrij vertaald "rotzooi van de Aldi" betekent.
- Stand-upcomedian Freddy De Vadder gebruikte het logo van de Aldi voor zijn theatervoorstelling Icoon. Pas na anderhalf jaar toeren kreeg hij een klacht van de directie.
- In het weekblad HUMO zit er soms in de rubriek 'Het gat van de wereld' een spotpagina met enkele nieuwe producten die te maken hebben met actuele feiten. Dit is net als de folder van de Aldi, maar dan met het anagram "DALI INFORMEERT".
- De Vlaamse reizigersorganisatie TreinTramBus vond de nieuwe NMBS- en NS-treinstellen van de Fyra, besteld bij de Italiaanse fabrikant AnsaldoBreda, van ondermaatse kwaliteit. Een aantal leden van TreinTramBus vergeleek de Fyra daarop met een product van de Aldi. De winkelketen liet in een reactie weten het te betreuren dat Aldi op deze manier in een verkeerd daglicht wordt geplaatst. De winkelketen zegt in werkelijkheid zijn succes te danken te hebben aan een consequente toepassing van een combinatie tussen hoge kwaliteit en lage prijs.
- Het NPO-3 programma Klikbeet heeft een sketch gemaakt waarin iemand deelneemt aan een zogenaamde 'Aldi-challenge'.[16] Hij moet hiervoor een Aldi-product nuttigen zonder over te geven.

## Aldi Talk
Aldi Talk was een mobile virtual network operator, een joint venture van supermarktketen Aldi en Medion. De operator was actief in Duitsland, België en Nederland.
Vanaf 2005 verkocht het bedrijf in Duitsland onder de naam 'Aldi Talk' prepaidnummers en beltegoedkaarten aan de kassa. In 2007 kwam daar België bij en in 2009 in Nederland. In België werd gebruik gemaakt van het netwerk van KPN Group Belgium, in Nederland van KPN Mobile en in Duitsland van E-Plus. In de drie landen bood Aldi Talk ook mobiel internet aan. In 2022 beëindigde de supermarktketen deze activiteit.